# Alpinia athroantha
Alpinia athroantha là một loài thực vật có hoa trong họ Gừng. Loài này được Valeton mô tả khoa học đầu tiên năm 1913.